# Stronger Than Me
„Stronger Than Me” (pol. Silniejszy ode mnie) – singel brytyjskiej piosenkarki soulowej Amy Winehouse. Jest to jej debiutancki singel z pierwszej płyty Frank, wydany 6 października 2003 roku przez Island Records. Piosenka znalazła się na siedemdziesiątym drugim miejscu na angielskiej liście przebojów. Był to najgorszy wynik w karierze Winehouse.
Utwór wygrał nagrodę w kategorii najlepszy tekst muzyczny Ivor Novello Awards. 

## Lista utworów
UK CD
1. „Stronger Than Me”
2. „What It Is”
3. „Take the Box” (The Headquarters Mix)

## Pozycje na listach
| Lista (2003)                 | Pozycja |
| ---------------------------- | ------- |
| Angielska lista przebojów    | 71      |
| Niderlandzka lista przebojów | 87      |